# Égleny
Égleny est une commune française située dans le département de l'Yonne en région Bourgogne-Franche-Comté.
Ses habitants sont appelés les Égléniens.

## Géographie

### Climat
Pour des articles plus généraux, voir Climat de la Bourgogne-Franche-Comté et Climat de l'Yonne.
En 2010, le climat de la commune est de type climat océanique dégradé des plaines du Centre et du Nord, selon une étude du Centre national de la recherche scientifique s'appuyant sur une série de données couvrant la période 1971-2000. En 2020, Météo-France publie une typologie des climats de la France métropolitaine dans laquelle la commune est exposée à un climat océanique altéré et est dans la région climatique  Centre et contreforts nord du Massif Central, caractérisée par un air sec en été et un bon ensoleillement. 
Pour la période 1971-2000, la température annuelle moyenne est de 11,1 °C, avec une amplitude thermique annuelle de 15,7 °C. Le cumul annuel moyen de précipitations est de 751 mm, avec 12 jours de précipitations en janvier et 7,7 jours en juillet. Pour la période 1991-2020, la température moyenne annuelle observée sur la station météorologique de Météo-France la plus proche, « Aillant », sur la commune de Montholon à 8 km à vol d'oiseau, est de 11,5 °C et le cumul annuel moyen de précipitations est de 727,4 mm. 
La température maximale relevée sur cette station est de 42,7 °C, atteinte le 24 juillet 2019 ; la température minimale est de −23,5 °C, atteinte le 25 février 1986,,. 
Les paramètres climatiques de la commune ont été estimés pour le milieu du siècle (2041-2070) selon différents scénarios d'émission de gaz à effet de serre à partir des nouvelles projections climatiques de référence DRIAS-2020. Ils sont consultables sur un site dédié publié par Météo-France en novembre 2022.

## Urbanisme

### Typologie
Au 1er janvier 2024, Égleny est catégorisée commune rurale à habitat dispersé, selon la nouvelle grille communale de densité à sept niveaux définie par l'Insee en 2022.
Elle est située hors unité urbaine. Par ailleurs la commune fait partie de l'aire d'attraction d'Auxerre, dont elle est une commune de la couronne,. Cette aire, qui regroupe 104 communes, est catégorisée dans les aires de 50 000 à moins de 200 000 habitants,.

### Occupation des sols
L'occupation des sols de la commune, telle qu'elle ressort de la base de données européenne d’occupation biophysique des sols Corine Land Cover (CLC), est marquée par l'importance des territoires agricoles (87,8 % en 2018), en diminution par rapport à 1990 (88,8 %). La répartition détaillée en 2018 est la suivante : 
terres arables (81,9 %), forêts (7,9 %), zones agricoles hétérogènes (5,9 %), zones urbanisées (4,2 %). L'évolution de l’occupation des sols de la commune et de ses infrastructures peut être observée sur les différentes représentations cartographiques du territoire : la carte de Cassini (XVIIIe siècle), la carte d'état-major (1820-1866) et les cartes ou photos aériennes de l'IGN pour la période actuelle (1950 à aujourd'hui).

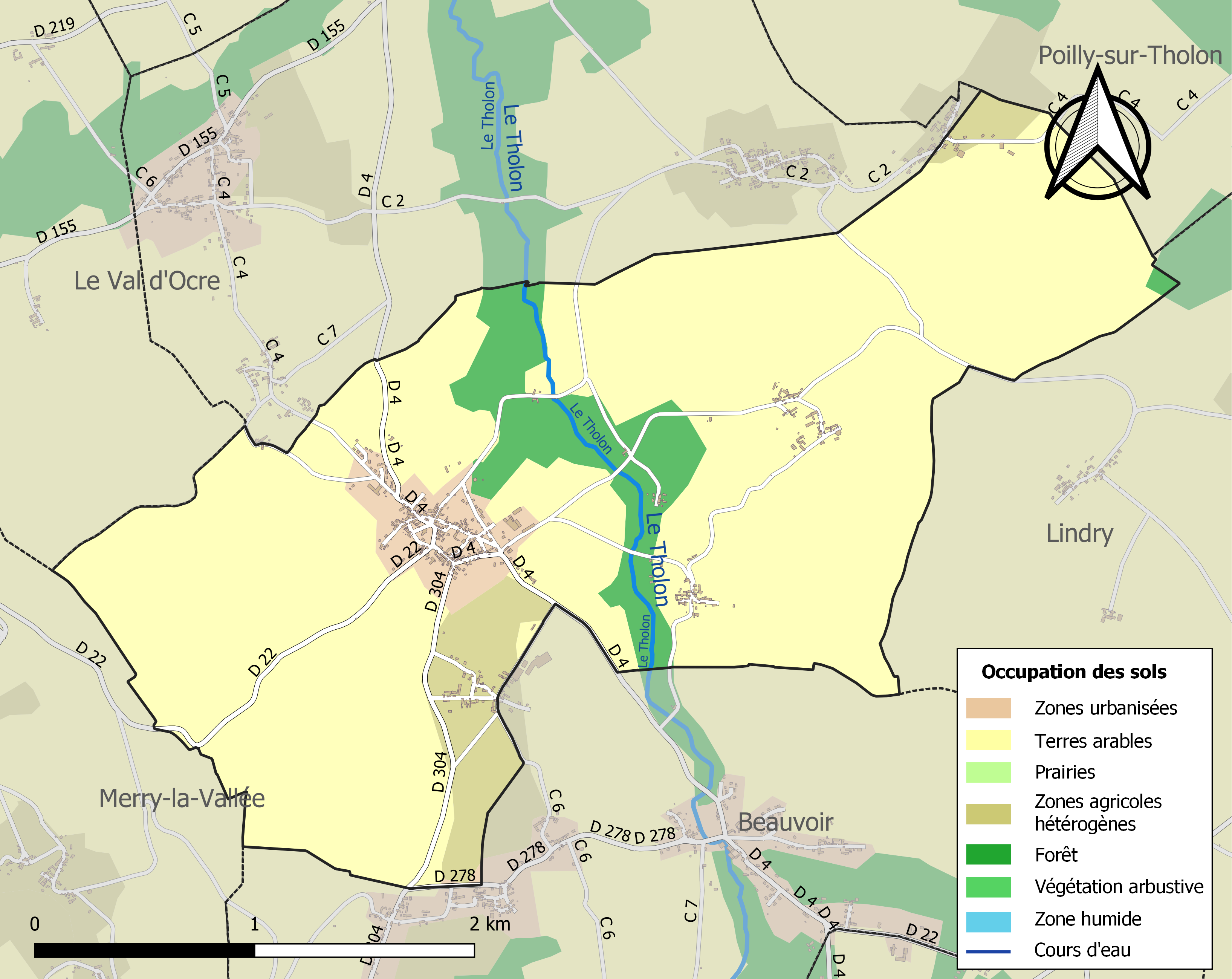
Carte des infrastructures et de l'occupation des sols de la commune en 2018 (CLC).

## Histoire

### Moyen-Âge
Au XIIe siècle, la paroisse appartient au chapitre d'Auxerre et les terres sont l'apanage de la famille royale des Courtenay. Or Milon de Courtenay a fondé vers 1124 et généreusement doté l'abbaye de Fontainejean, une fille de Citeaux installée près de Saint-Maurice-sur-Aveyron. Milon demande aux moines de Fontainejean d'assainir les marécages sur une partie des terres domaniales des Courtenay, y compris à Saint-Aubin-Château-Neuf. C'est l'occasion d'un bornage de cette paroisse, qui était alors mitoyenne de celle d'Egleny. En effet Ilger ou Ulger, neveu de l'évêque d'Auxerre Humbaud (1087-1114), fait bâtir un moulin « à Aigleny », c'est-à-dire sur les terres de la paroisse. Or l'une des bornes de la paroisse de Saint-Aubin se trouve - encore maintenant - au moulin d'Ulger.

Au moment du décès accidentel de Humbaud le 20 octobre 1114, ce dernier n'a pas encore fondé son anniversaire (de mort) ; Ulger s'en charge en donnant le moulin d'Aigleny au chapitre d'Auxerre sous condition que le jour d'anniversaire de son oncle soit marqué par un repas commun pour les chanoines. Le moulin bâti par Ulger a longtemps porté son nom : moulin d'Ulger, nom qui s'est transformé au cours des siècles en moulin Fulger. Il existe encore et se trouve sur la petite rivière Ocre, affluent en rive gauche du Tholon (ce dernier affluent de l'Yonne), à environ 500 m à l'ouest du centre de Saint-Maurice-le-Vieil.

## Politique et administration
| Période | Période  | Identité        | Étiquette                    | Qualité  |
| ------- | -------- | --------------- | ---------------------------- | -------- |
| 2002    | 2014     | André Fèvre     |                              |          |
| 2014    | En cours | Micheline Couet | Agir, la droite constructive | Employée |

## Démographie
L'évolution du nombre d'habitants est connue à travers les recensements de la population effectués dans la commune depuis 1793. Pour les communes de moins de 10 000 habitants, une enquête de recensement portant sur toute la population est réalisée tous les cinq ans, les populations de référence des années intermédiaires étant quant à elles estimées par interpolation ou extrapolation. Pour la commune, le premier recensement exhaustif entrant dans le cadre du nouveau dispositif a été réalisé en 2004.

En 2022, la commune comptait 451 habitants, en évolution de +0,67 % par rapport à 2016 (Yonne : −1,95 %, France hors Mayotte : +2,11 %).
| 1793 | 1800 | 1806 | 1821 | 1831 | 1836 | 1841 | 1846 | 1851 |
| ---- | ---- | ---- | ---- | ---- | ---- | ---- | ---- | ---- |
| 449  | 479  | 471  | 462  | 545  | 516  | 527  | 535  | 578  |

| 1856 | 1861 | 1866 | 1872 | 1876 | 1881 | 1886 | 1891 | 1896 |
| ---- | ---- | ---- | ---- | ---- | ---- | ---- | ---- | ---- |
| 562  | 568  | 575  | 576  | 588  | 546  | 598  | 565  | 518  |

| 1901 | 1906 | 1911 | 1921 | 1926 | 1931 | 1936 | 1946 | 1954 |
| ---- | ---- | ---- | ---- | ---- | ---- | ---- | ---- | ---- |
| 531  | 506  | 475  | 438  | 406  | 370  | 356  | 335  | 321  |

| 1962 | 1968 | 1975 | 1982 | 1990 | 1999 | 2004 | 2006 | 2009 |
| ---- | ---- | ---- | ---- | ---- | ---- | ---- | ---- | ---- |
| 379  | 334  | 329  | 335  | 370  | 399  | 408  | 418  | 448  |

| 2014 | 2019 | 2022 | - | - | - | - | - | - |
| ---- | ---- | ---- | - | - | - | - | - | - |
| 456  | 449  | 451  | - | - | - | - | - | - |

## Histoire
La commune d'Egleny a été le théâtre d'une double exécution : le 17 juillet 1819, Marguerite Besson (veuve Carre) et Marie Chataigner (épouse Robin) y sont guillotinées, la première pour avoir empoisonné son mari et la seconde comme complice.[réf. nécessaire]

## Lieux et monuments
C'est à Égleny que fut tourné, en 1991, le téléfilm Bienvenue à Bellefontaine par Gérard Louvin, avec Jean Lefebvre.

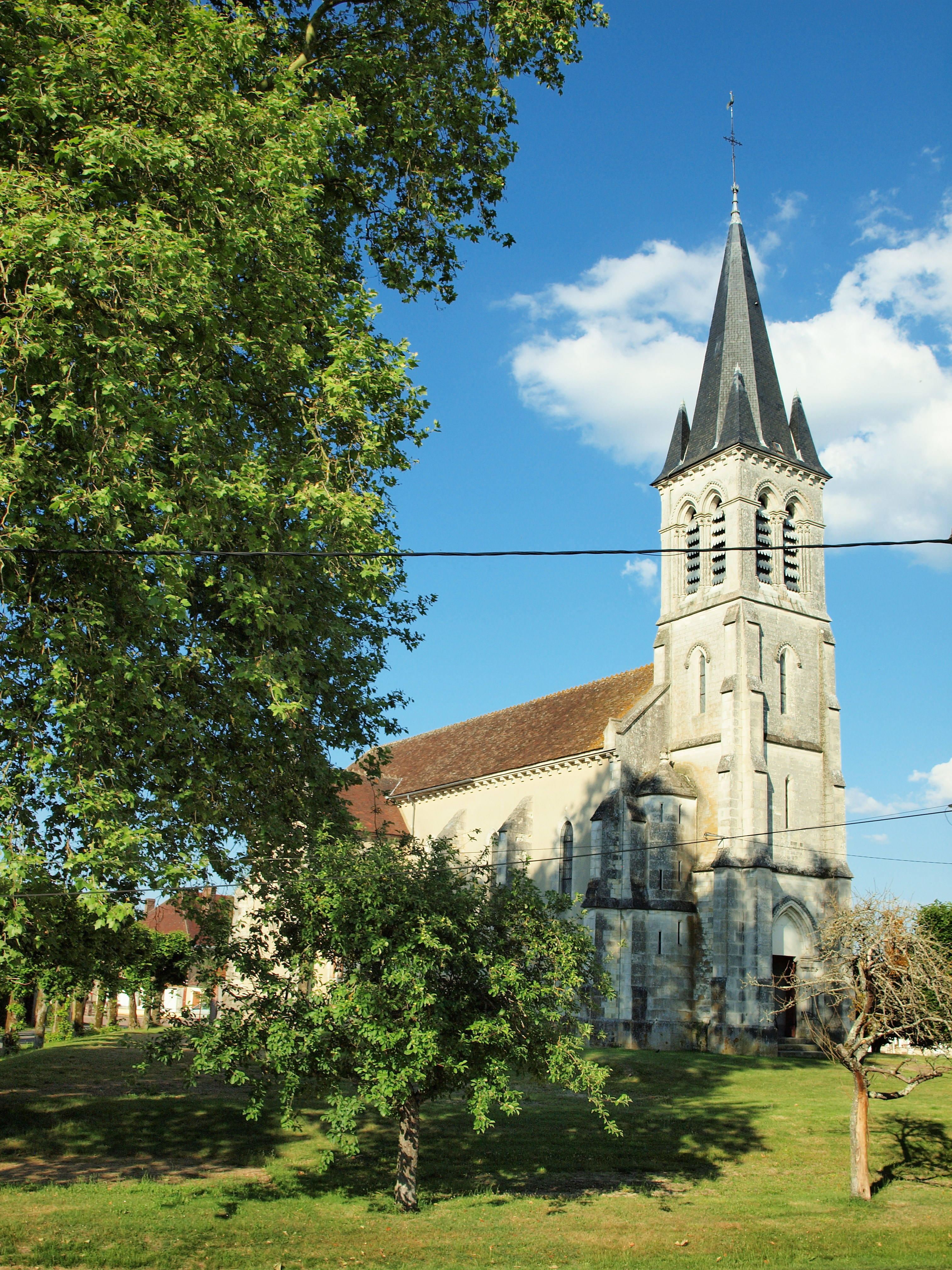
Église Saint-Étienne

- Église Saint-Étienne

## Environnement
La commune inclut une ZNIEFF : 
- la ZNIEFF de la forêt de Saint-Maurice-le-Vieil, rivière le Tholon, partagée entre les communes de Saint-Maurice-le-Vieil et d'Égleny pour un total de 105 ha. Le milieu déterminant est la forêt, ici parcourue par des eaux vives

.

## Pour approfondir